# Ansonia (gènere)
Ansonia és un gènere d'amfibis de la família dels bufònids.

## Taxonomia
| Nom binomial                                             | Observacions                                                                                  |
| -------------------------------------------------------- | --------------------------------------------------------------------------------------------- |
| Ansonia albomaculata (Inger, 1960)                       | Viu a Brunei, Indonèsia i Malàisia. Està amenaçada d'extinció per la destrucció de l'hàbitat. |
| Ansonia anotis (Inger, Tan & Yambun, 2001)               | Viu a Malàisia. Està amenaçada d'extinció per la destrucció de l'hàbitat.                     |
| Ansonia endauensis (Grismer, 2006)                       | Viu al Parc Nacional Endau-Rompin de Malàisia.                                                |
| Ansonia fuliginea (Mocquard, 1890)                       | Viu a Malàisia. Està amenaçada d'extinció per la pèrdua del seu hàbitat natural.              |
| Ansonia glandulosa (Iskandar & Mumpuni, 2004)            |                                                                                               |
| Ansonia guibei (Inger, 1966)                             |                                                                                               |
| Ansonia hanitschi (Inger, 1960)                          |                                                                                               |
| Ansonia inthanon (Matsui, Nabhitabhata & Panha, 1998)    |                                                                                               |
| Ansonia kraensis (Matsui, Khonsue, & Nabhitabhata, 2005) | Viu a l'istme de Kra, a Tailàndia. Morfològicament és similar a l'espècie Ansonia malayana.   |
| Ansonia latidisca (Inger, 1966)                          |                                                                                               |
| Ansonia latirostra (Grismer, 2006)                       |                                                                                               |
| Ansonia leptopus (Günther, 1872)                         |                                                                                               |
| Ansonia longidigita (Inger, 1960)                        |                                                                                               |
| Ansonia malayana (Inger, 1960)                           |                                                                                               |
| Ansonia mcgregori (Taylor, 1922)                         |                                                                                               |
| Ansonia minuta (Inger, 1960)                             |                                                                                               |
| Ansonia muelleri (Boulenger, 1887)                       |                                                                                               |
| Ansonia ornata (Günther, 1876)                           |                                                                                               |
| Ansonia penangensis (Stoliczka, 1870)                    |                                                                                               |
| Ansonia platysoma (Inger, 1960)                          |                                                                                               |
| Ansonia rubigina (Pillai & Pattabiraman, 1981)           |                                                                                               |
| Ansonia siamensis (Kiew, 1985)                           |                                                                                               |
| Ansonia spinulifer (Mocquard, 1890)                      |                                                                                               |
| Ansonia tiomanica (Hendrickson, 1966)                    |                                                                                               |
| Ansonia torrentis (Dring, 1984)                          |                                                                                               |